# Cultuurrelativisme
Cultuurrelativisme is het idee dat de overtuigingen en gebruiken van een cultuur alleen vanuit die cultuur zelf beoordeeld kunnen worden. Het staat daarmee tegenover het universalisme, dat stelt dat wereldwijd dezelfde menselijke, morele waarden geldig zijn. 
Cultuurrelativisme is moreel relativisme toegepast op het niveau van culturen. De stroming van het cultuurrelativisme stelt dat een cultuur alleen ethisch beoordeeld kan worden met de waarden en normen van diezelfde cultuur. Volgens dit relativisme kan er geen oordeel worden geveld over welke moraal superieur is, en zijn in die zin alle culturen gelijkwaardig.
Het begrip, niet de term, werd door Franz Boas geïntroduceerd in de antropologie, in een tijd dat de eigen cultuur in het Westen veelal als superieur werd beschouwd. Hij stelde dat dat culturen niet eenvoudigweg met elkaar vergeleken kunnen worden. Waarden en normen zouden niet universeel zijn, maar slechts begrepen kunnen worden uit de cultuur waarin ze zijn ontstaan. Vóór Boas waren ideeën over morele gelijkwaardigheid en cultuurrelativisme al opgedoken in de geografie – toen nochtans zeer kolonialistisch – door toedoen van Carl Ritter.
Montesquieu experimenteerde in de vroege achttiende eeuw (begin van de verlichting) al met ideeën rond cultuurrelativisme. De term is afkomstig van Alain Locke in zijn beschrijving van wat hij beschouwde als het extreem cultuurrelativisme van Robert Lowie in diens Culture and Ethnology. Dat betekende niet dat Locke een tegenstander was van cultuurrelativisme; op de juiste manier toegepast zag hij het als een neutrale scheidsrechter tussen verschillende culturen. Culturele reciprociteit kon volgens hem het onderlinge respect en begrip daarbij stimuleren.
Het tegenovergestelde van cultuurrelativisme is cultuurabsolutisme dat uitgaat van cultureel universalisme, de visie dat cultuurverschijnselen zoals normen en waarden wel universeel zijn en een cultuur wel vanuit een andere cultuur beoordeeld kan worden.

## Wetenschappelijk onderzoek
Wetenschappelijk cultuurrelativisme gaat uit van de native point of view, de wereldbeschouwing van de mensen die bestudeerd worden. Onderzoekers moeten zich losmaken van de eigen cultuur en zich verplaatsen in de zeden en gebruiken van het te bestuderen volk, waarbij aanpassing aan de andere cultuur een vereiste is.

## Politiek
Cultuurrelativisme wordt in de 21e-eeuwse Westerse samenleving meer beschouwd als links binnen het politieke spectrum; het behoudendere gedachtegoed wordt meer beschouwd als rechts binnen dat spectrum.

## Perceptie/kritiek
De vraag is of door deze visie sommige, door westerlingen universeel geachte waarden, niet ondergraven worden. Moeten bijvoorbeeld gebruiken, tradities, wetten en religieuze voorschriften die strijdig zijn met de rechten van de mens en de Westers democratische gebruiken als gelijkwaardig en respectabel worden beschouwd?
Uit filosofisch oogpunt kan daarnaast tegen het cultuurrelativisme worden ingebracht dat het zichzelf in de staart bijt. Het is een norm, een opvatting die alleen in bepaalde stromingen van de westerse cultuur voorkomt. Ook het cultuurrelativisme is dus cultuurgebonden en kan als zodanig volgens zijn eigen principes geen aanspraak maken op algemene geldigheid.